# Ingeborga Dapkūnaitė
Ingeborga Dapkūnaitė est une actrice lituanienne née à Vilnius (alors en URSS) le 20 janvier 1963.
Après avoir commencé sa carrière en Lituanie et en Russie, au théâtre, au cinéma et en télévision durant une dizaine d'années, elle obtient la notoriété internationale grâce au succès du film Soleil trompeur de Nikita Mikhalkov où elle incarne Maroussia, le premier rôle féminin.
Elle a obtenu le Nika de la meilleure actrice en 1995.
Elle travaille ensuite pour différents réalisateurs du cinéma européen et américain.

## Biographie
Fille du diplomate Petras-Edmundas Dapkūnas, Ingeborga Dapkūnaitė nait à Vilnius. Elle est initiée à l'art théâtral par sa grand-mère, membre du conseil d'administration de l'Opéra national de Lituanie (en) qui lui permet de monter sur scène à l'âge de quatre ans dans Madame Butterfly de Giacomo Puccini, pour incarner le fils de Cio-Cio-San.
Après ses études secondaires Ingeborga Dapkūnaitė intègre la classe de Jonas Vaitkus (en) au Conservatoire de musique de Lituanie. Diplômée en 1985, elle devient actrice du Théâtre dramatique de Kaunas, puis du Théâtre de la jeunesse de Lituanie (lt) à Vilnius. Elle se produit ensuite au sein de Steppenwolf Theatre Company (en) à Chicago, au Shaftesbury Theatre, Hampstead Theatre, Old Viс Theatre et Ambassador Theatre à Londres.
En 2014, on la retrouve au théâtre des Nations de Moscou, où elle joue le rôle titre dans Jeanne de Yaroslava Poulinovitch (ru) mise en scène par Ilia Rotenberg. En 2015, Maxime Didenko y donne sa version d'Idiot de Fiodor Dostoïevski présentée dans le genre de pantomime noire où Dapkūnaitė apparait dans le rôle de prince Mychkine. Depuis le mois de mai 2017, l'actrice incarne Marion Dixon dans Le Cirque, adapté du film musical éponyme de Grigori Alexandrov (1936), toujours sous la direction de Didenko. 
En 2005, Ingeborga Dapkūnaitė présente la version russe de Big Brother sur la chaine TNT.
En 2006, elle participe au projet Étoiles sur glace, l'équivalent russe de Ice Show sur Pierviy Kanal, avec Alexandre Jouline pour partenaire.
Depuis le novembre 2016, elle participe avec plusieurs de ses collègues (Egor Beroïev, Elena Morozova, Tchoulpan Khamatova, Alissa Freindlich, Igor Kostolevsky), au projet Les Touchables (Прикасаемые) initié par la fondation d'assistance aux personnes aveugles et sourdes, au théâtre des Nations, qui réunit sur scène les acteurs valides et les handicapées dans la mise en scène de Ruslan Malikov (ru).
Dapkūnaitė a condamné l'invasion de l'Ukraine par la Russie en 2022, elle a quitté le pays et vit à Bruxelles.

## Filmographie partielle
- 1989 : Intergirl (Интердевочка, Interdevochka) de Piotr Todorovski : Kisoulia
- 1993 : Katia Ismailova de Valeri Todorovski : Katia Ismaïlova
- 1994 : Soleil trompeur de Nikita Mikhalkov : Maroussia
- 1996 : Mission impossible  de Brian De Palma : Hannah Williams
- 1997 : Sept ans au Tibet  de Jean-Jacques Annaud : Ingrid Harrer
- 2002 : La Guerre de Aleksei Balabanov : Margaret
- 2003 : Le Costume de Bakhtiar Khudojnazarov : Asia
- 2003 : Kiss of Life d'Emily Young  : Helen
- 2004 : 25 degrés en hiver  de Stéphane Vuillet
- 2007 : Hannibal Lecter : Les Origines du mal de Peter Webber
- 2008 : In Tranzit de Tom Roberts (TV)
- 2009 : L'Affaire Farewell  de Christian Carion : Natasha
- 2012 : 30 Beats d’Alexis Lloyd
- 2012 : Les Enquêtes de l'inspecteur Wallander (série télévisée)
- 2013 : Sherlock Holmes (Шерлок Холмс) d'Andreï Kavoune : Mrs Hudson (série télévisée)
- 2015-2019 : Occupied (série télévisée) : Irina Sidorova, Ambassadrice de Russie en Norvège (24 épisodes)
- 2016 : Les Enquêtes de l'inspecteur Wallander (série télévisée)
- 2017 : Matilda d'Alekseï Outchitel : Maria Feodorovna
- 2017 : De l'amour 2 : Seulement pour adultes (Про любовь 2. Только для врозлых) d'Anna Melikian : Liz

## Distinctions

### Récompenses
- 1994 : Nika de la meilleure actrice pour Katia Ismailova
- 1995 : Prix d'État de la fédération de Russie pour Soleil trompeur

### Nominations
- 2004 : Nika de la meilleure actrice dans un second rôle pour Le Costume

### Décorations
- Artiste méritoire de la RSS de Lituanie (1989)